# Distrito de Mumbai suburbano
Mumbai suburbano (en maratí; मुंबई उपनगर जिल्हा ) es un distrito de India, parte de la división de Konkan en el estado de Maharastra . 
Comprende una superficie de 369 km².
El centro administrativo es la ciudad de Bandra.

## Demografía
Según censo 2011 contaba con una población total de 9 332 481 habitantes.